# Eschbronn
Eschbronn là một thị xã nằm ở huyện Rottweil, thuộc bang Baden-Württemberg, Đức.